# Neafrapus boehmi
El vencejo de Böhm o rabitojo de Böhm (Neafrapus boehmi) es una especie de ave en la familia Apodidae.
Su nombre conmemora al zoólogo alemán Richard Böhm.

## Distribución y hábitat
Se lo encuentra en Angola, Botsuana, República Democrática del Congo, Kenia, Malaui, Mozambique, Namibia, Somalia, Sudáfrica, Tanzania, Zambia, y Zimbabue. Vive en cercanías de baobabs y anida en cavidades de los árboles.